# 対馬海流

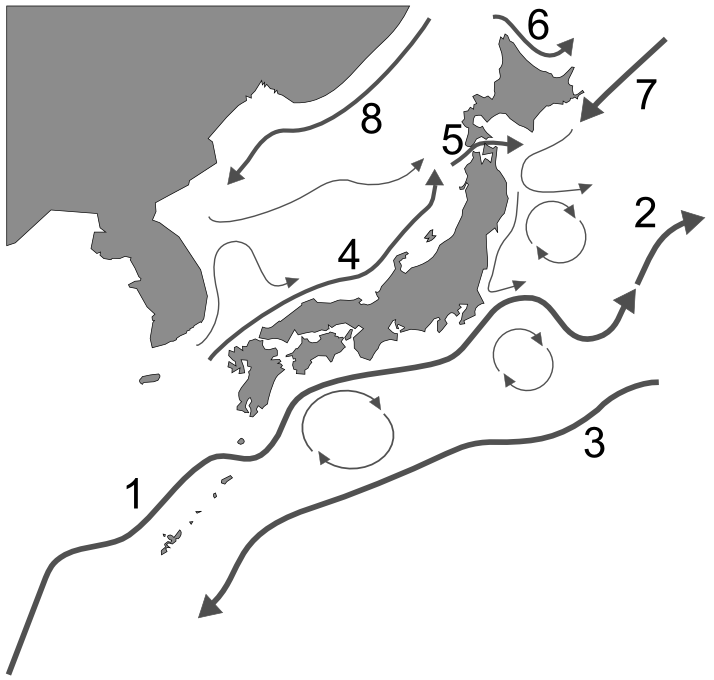
日本列島近海の海流
1.黒潮 2.黒潮続流 3.黒潮反流 4.対馬暖流 5.津軽暖流 6.宗谷暖流 7.親潮 8.リマン（Liman）寒流

対馬海流（つしまかいりゅう、Tsushima Current）は、九州西方沖から対馬海峡を通って日本海に流入する暖流で、黒潮と東シナ海の中国沿岸水などが混ざり合った高温、高塩分、低栄養塩類の表層流である。対馬暖流とも呼ばれる。

## 流路・性質
対馬海流はいくつかの流路を通って日本海を北上する。一部が朝鮮半島東岸を北上し（東鮮暖流）、本流は東北地方西岸（山形・秋田沖）を通り、多くは津軽海峡から太平洋へと流出し（津軽暖流）、残りは北海道沿いに北上して宗谷海峡からオホーツク海へと抜け（宗谷暖流）、わずかながら西樺太沖へも流れている。
津軽暖流は噴火湾や襟裳岬沖で、宗谷暖流はオホーツク海を北海道沿岸に沿って流れることから、根室沖で確認されることもある。これらの流れは、東シナ海と太平洋との水位差に支配されている。対馬海流の厚さは200m、海域によっては300mあるとも言われ、流速は流軸付近で毎秒50cm程度である。

## 影響
日本列島の日本海側は、同じ日本国内でも、道東や東北地方の太平洋側（岩手県・宮城県・福島県）や、同緯度の対岸にある朝鮮半島、ロシア極東に比べて気温が高いが、これは対馬暖流の影響である。このことは、南北を海に挟まれた山口県において、最も年間平均気温が高いのが、萩市沖の離島の見島であることからもはっきりわかる。
日本海側の地方、特に冬季の福井県嶺北地方、石川県、富山県、新潟県、山形県、秋田県、青森県津軽地方は、日照時間が短く雨や雪の日が多い日本海側気候であり、世界有数の豪雪地帯となっている。これは、冬季の寒気であるシベリア高気圧が日本海を通過する際に、北西季節風を起こし、暖かい対馬海流から水蒸気を大量に蒸発させた結果、雪を降らせる雲を形成しているからである。また、とても暖かい暖流故に前線や極低気圧が度々発生しやすい。気温は日照が少ない分、太平洋側よりやや低いが、曇りがちで放射冷却効果が弱いため冷え込みは緩い。また、冬の日本海は荒天が続くが、これもこの北西季節風が原因である。
日本海側の地方の夏は、多くの地点で同緯度の太平洋側よりもやや高温であるのみならず、日照時間も長い。特に北陸地方や東北地方日本海側は、寒流である親潮から吹いてくるやませの影響を受けやすい同緯度の太平洋側と比較して、顕著に高温・多照であり、冷害が起こることも少ない。
対馬海流は、日本海側の地方に冬の積雪や豪雪に由来する豊富な水資源と、夏の高温・多照をもたらし、結果的に稲作（米づくり）に適した穀倉地帯と風土をそれぞれ作り出しているといえよう。